# 阔嘴鹬

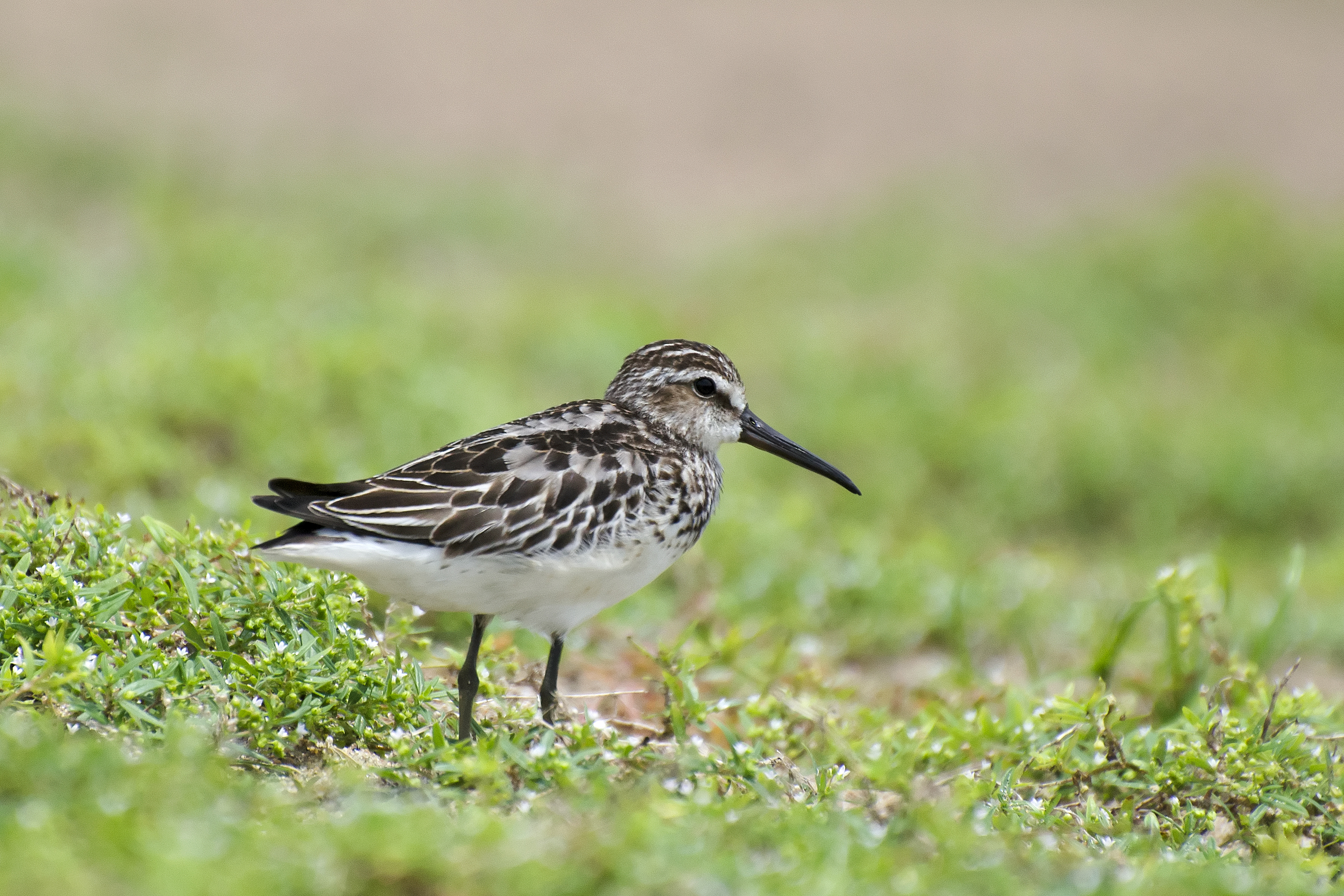
攝於印度喀拉拉邦

，为鹬科濱鷸屬的鸟类。是一種小型涉禽。其學名源自拉丁文。特定名稱falcinella來自falx, falcis，意指「鐮刀」。一些研究表明，牠應該屬於流蘇鷸屬（Philomachus）這個屬。
该物种的模式产地在丹麦。

## 亚种
- ：分布于斯堪的纳维亚半岛和俄罗斯西北部；越冬于南非和印度。在中国大陆，分布于新疆等地。该亚种的模式产地在丹麦。[6]
- ：分布于俄罗斯北部；越冬于印度、东南亚、菲律宾和澳大利亚。[7]分布于台灣與中国大陆东部沿海地区等地。该亚种的模式产地在西伯利亚和中国。[8]

## 特征
阔嘴鹬体重约37.1克，翼长约99.2毫米，嘴峰长约32.8毫米，喙宽度约3.7毫米，喙厚度约4.4毫米，跗蹠长约21.1毫米，尾长约36.6毫米。

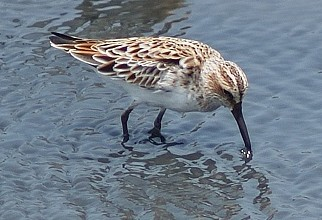
寬嘴鷸

寬嘴鷸是一種小型涉禽，比黑腹濱鷸略小，但有著更長且更直的喙，以及較短的腿。繁殖期的成鳥上半身有深灰色斑紋，下半身為白色，胸部有黑色斑紋。牠們的頭頂有淡色的條紋和眉斑。
在北方生態系統的冬季，牠們的上半身為淡灰色，下半身為白色，類似冬季的黑腹濱鷸，但頭部的斑紋依然存在。幼鳥的背部類似於年輕的黑腹濱鷸，但白色的側腹和腹部以及棕色條紋的胸部是其顯著特徵。
其聯絡叫聲是一種乾燥的、吹哨般的「dree-it, dree-it」，以及點擊聲「dik dik」。

## 分佈與棲地

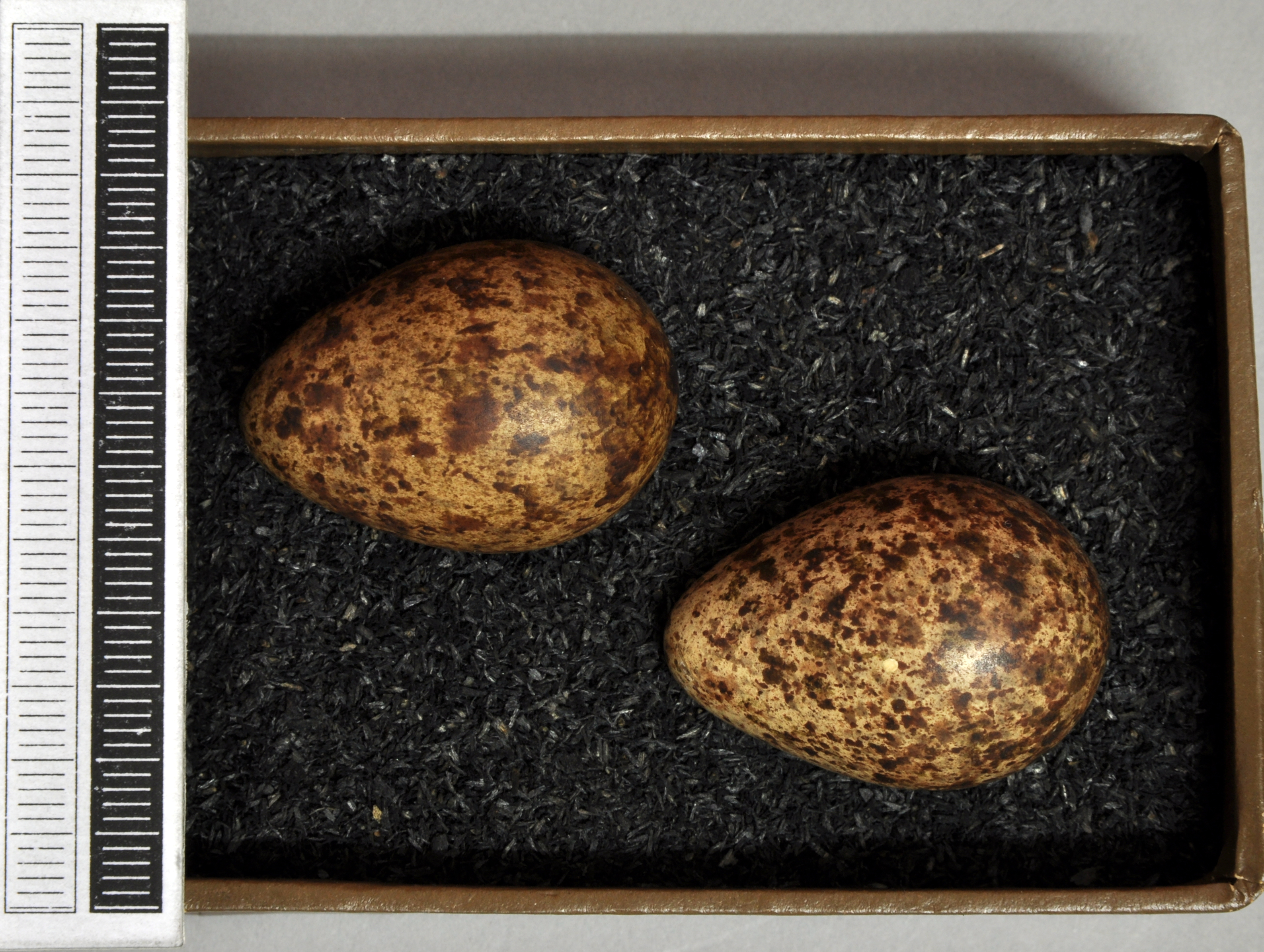
蛋, 收藏於威斯巴登博物館

寬嘴鷸是強烈的候鳥，非繁殖季節分布在從最東端的非洲、經南亞和東南亞洲至澳大拉西亞。牠們極具群居性，通常會與其他濱鷸類涉禽，特別是黑腹濱鷸一起成群。儘管在歐洲有繁殖範圍，但這種鳥在西歐遷徙期間很少見，這大概是由於其遷徙路線偏向東南方向。
這種鳥的繁殖棲地是北歐洲和西伯利亞北極地區的濕針葉林沼澤地。雄鳥在求偶期間會進行空中展示。牠們在地面上的淺坑中築巢，每次產下4顆鳥蛋。
牠們在沼澤地和海岸的軟泥中覓食，主要靠視覺拾取食物。牠們主要以昆蟲和其他小型無脊椎動物為食。
寬嘴鷸是非歐亞遷移性水鳥協定（AEWA）適用的物種之一。